# Saint-Pierre-dels-Forcats
Saint-Pierre-dels-Forcats är en kommun i departementet Pyrénées-Orientales i regionen Occitanien i södra Frankrike. Kommunen ligger i kantonen Mont-Louis som tillhör arrondissementet Prades. År 2022 hade Saint-Pierre-dels-Forcats 261 invånare.

## Befolkningsutveckling
Antalet invånare i kommunen Saint-Pierre-dels-Forcats
| Referens: INSEE |